# Hanspeter Kraft
Hanspeter Kraft, né à Bâle le 29 février 1944, est un mathématicien suisse. Professeur ordinaire à l'université de Bâle de 1981 à 2024, il est spécialiste d'algèbre, de géométrie algébrique et plus spécialement des groupes de transformations algébriques et de théorie des invariants.

## Biographie
Hanspeter Kraft étudie les mathématiques à l'université de Bâle de 1963 à 1969. Il reçoit son Diploma de mathématiques et de physique en 1967 et soutient sa thèse de doctorat, sous la direction de Walter Habicht, en 1969 ; le mémoire est intitulé Über die Struktur des Differenzenringes einer endlich erzeugten Körpererweiterung (« sur la structure de l'anneau des différences d'une extension de corps finie »).
De 1970 à 1974, il travaille à l'université de Bonn. Il y soutient son habilitation en 1974 et est recruté professeur associé à l'université de Ratisbonne où il passe deux ans. En 1975, il retourne à Bonn, d'abord comme professeur invité, puis comme professeur assistant de 1976 à 1979. De 1979 à 1981 il est professeur ordinaire à l'université de Hambourg. En 1981, il est recruté à Bâle où il reste jusqu'à sa retraite en juillet 2014,.
En plus de ses enseignements et de sa recherche à l'université de Bâle, Hanspeter Kraft dirige l'Institut de mathématiques. Il est en outre rédacteur en chef de la revue Commentarii Mathematici Helvetici de 1990 à 2006. Il est par ailleurs président de la Commission Euler, une société savante fondée en 1907 qui s'est donné pour mission de publier les œuvres complètes de Leonard Euler. Dans ce cadre, Hanspeter Kraft a joué un rôle déterminant dans l'organisation de « l'année Euler » en 2007. Depuis 2014, Hanspeter Kraft est également président de la Bernoulli-Euler-Gesellschaft (de), qui a repris les activités de la Commission Euler en 2022.
Parmi les étudiants de thèse de Hanspeter Kraft figurent Karin Baur (en), Harm Derksen (de) et Peter Littelmann.

## Publications choisies
- (de) Walter Borho (en) et Hanspeter Kraft, « Über die Gelfand-Kirillov-Dimension », Mathematische Annalen, vol. 220, no 1,‎ 1976, p. 1-24
- Hanspeter Kraft et Claudio Procesi, « Closures of conjugacy classes of matrices are normal », Inventiones Mathematicae, vol. 53, no 3,‎ 1979, p. 227-247
- Hanspeter Kraft et Claudio Procesi, « Minimal singularities in GLn », Inventiones Mathematicae., vol. 62, no 3,‎ 1981, p. 503-515
- Hanspeter Kraft et Claudio Procesi, « On the geometry of conjugacy classes in classical groups », Commentarii Mathematici Helvetici, vol. 57, no 4,‎ 1982, p. 539-602
- Hanspeter Kraft et Vladimir L. Popov, « Semisimple group actions on the three dimensional affine space are linear », Commentarii Mathematici Helvetici., vol. 60, no 3,‎ 1985, p. 466-479
- Hanspeter Kraft et Gerald W. Schwarz, « Reductive group actions with one-dimensional quotient », Publications mathématiques de l'IHÉS, vol. 76,‎ 1992, p. 1-97
- Martin Kohls et Hanspeter Kraft, « Degree bounds for separating invariants », Mathematical Research Letters, vol. 17, no 6,‎ 2010, p. 1171-1182 (DOI 10.4310/MRL.2010.v17.n6.a15)